# Sempre-viva-de-mil-flores
Sempre-viva-de-mil-flores é uma espécie de planta sempre-viva da família Eriocaulaceae, de beleza e importância ecológica singular, que ocorre apenas em alguns trechos do litoral e campos de altitude do sudeste e sul do Brasil. Seu nome científico atual é Actinocephalus polyanthus.

## Origem do nome popular
Conhecida também simplesmente como Sempre-viva, Chuveirinho, Capipoantiga ou Capipoatinga-de-mil-flores, seus nomes populares se referem todos às suas flores, bastante numerosas e que podem ser armazenadas por longos períodos sem estragar, daí o nome “sempre-viva”, comum também à outras espécies de plantas. O nome capipoatinga tem origem na língua tupi-guaraní, significando "capim da ponta branca" (caapi - capim; poá - ponta; tingá - branca).

## Mudança do nome científico
A espécie foi descrita durante muitos anos tendo outro nome científico, Paepalanthus polyanthus (pertencendo ao grupo de espécies chamado Paepalanthus), porém, em  2004 o  botânico Paulo Takeo Sano considerou renomear a espécie, a incluindo em um novo gênero botânico criado por ele no ocasião, nomeado de Actinocephalus. Assim, a espécie passou a ter seu nome científico atual, Actinocephalus polyanthus.

## Importância ecológica
A espécie tem grande importância ecológica, graças às suas flores abundantes e arquitetura resistente e ramificada, oferecendo proteção e alimento para muitos animais nos ambientes em que ocorre. Pesquisas científicas já conseguiram registrar mais de 150 espécies de invertebrados encontrados na sua superfície dependendo da planta para sobreviver, incluindo formigas, borboletas, besouros, aranhas, centopéias e muitos outros. Até mesmo depois de morta a planta serve como abrigo para pequenos animais.

## Distribuição geográfica

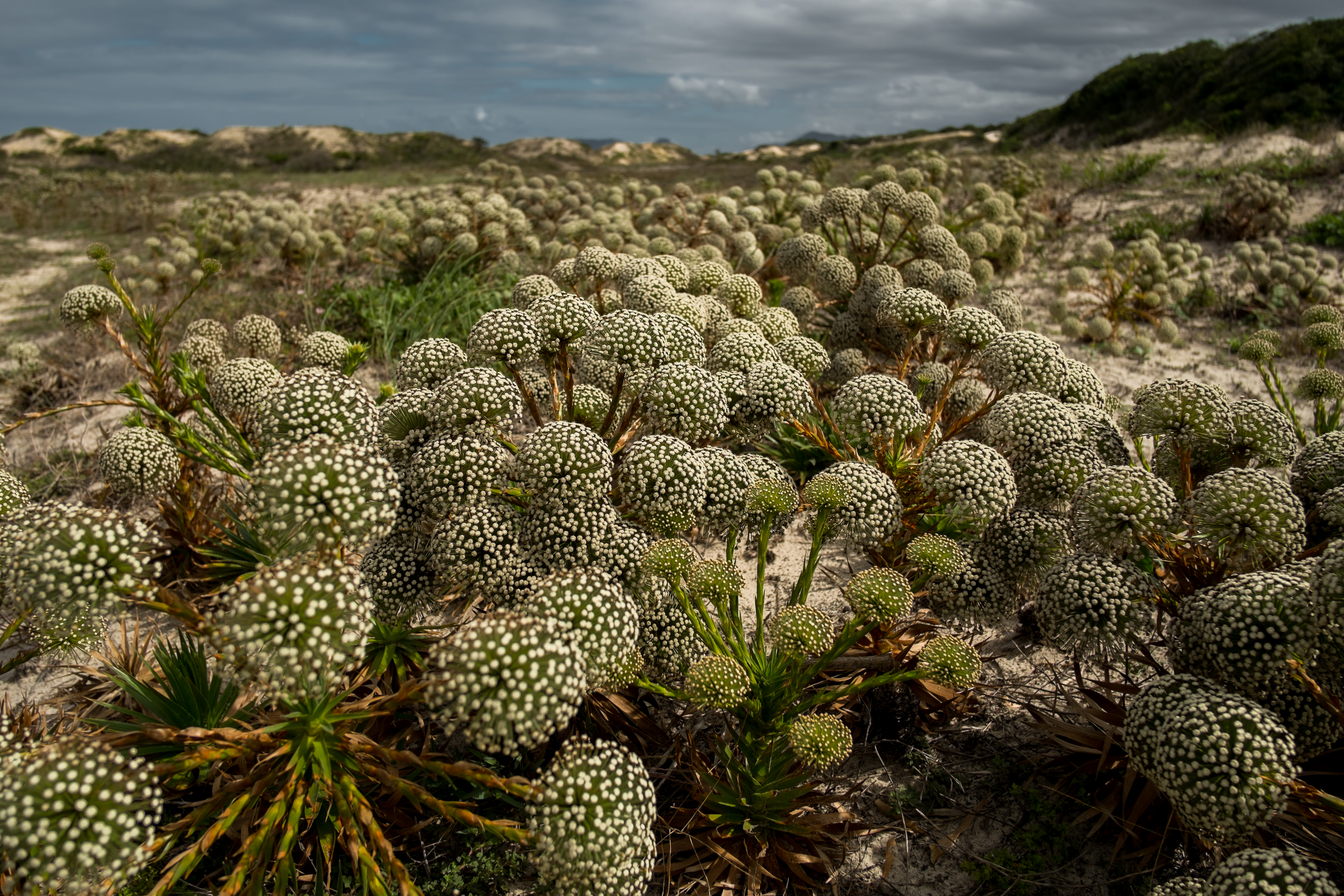
População da sempre-viva-de-mil-flores no Parque Natural Municipal das Dunas da Lagoa da Conceição.

A planta apresenta distribuição geográfica descontínua, ocorrendo paradoxalmente a grandes altitudes, principalmente em alguns campos de altitude nos Estados do Sudeste e Sul do Brasil (RJ, SP, MG, PR, SC, e RS), e à beira do mar, nas restingas litorâneas de Santa Catarina, Espírito Santo (Parque Estadual Paulo César Vinha) e Rio Grande do Sul. Ocorre também em alguns pontos de Goiás, Distrito Federal e Bahia. 

## Preservação
A planta está preservada em algumas áreas protegidas do Brasil, como o Parque Natural Municipal das Dunas da Lagoa da Conceição e o Parque Nacional do Itatiaia.

## Galeria

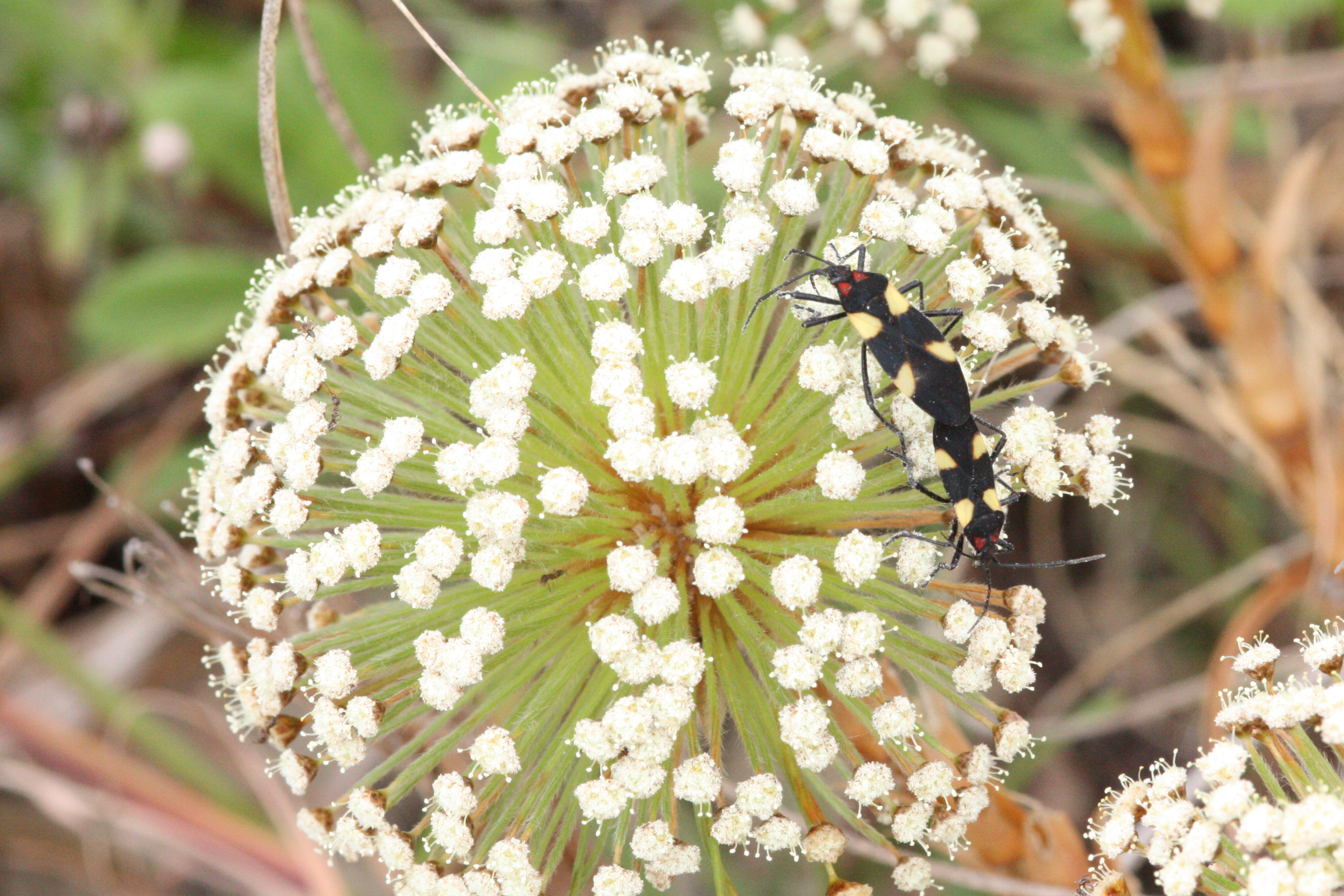
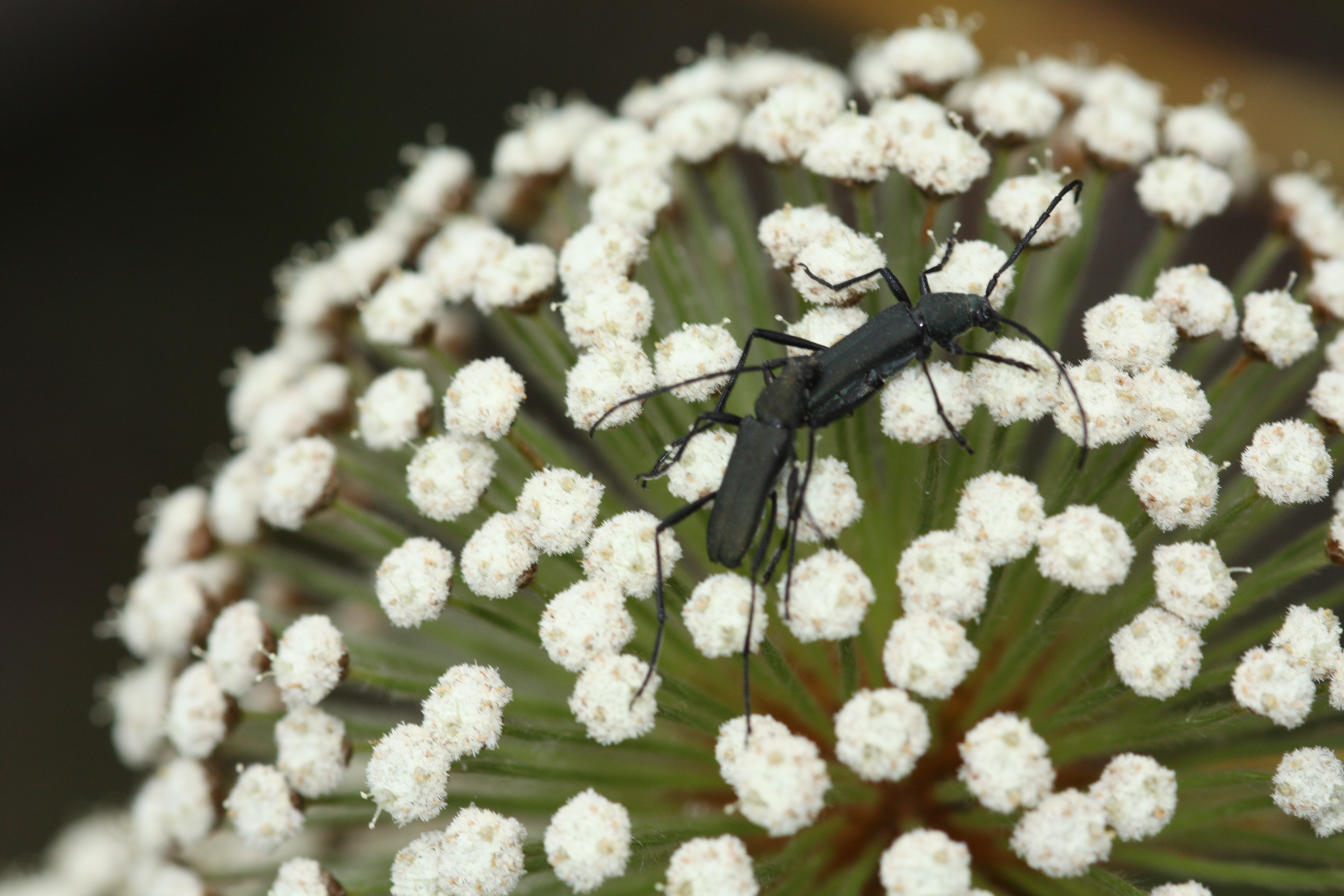
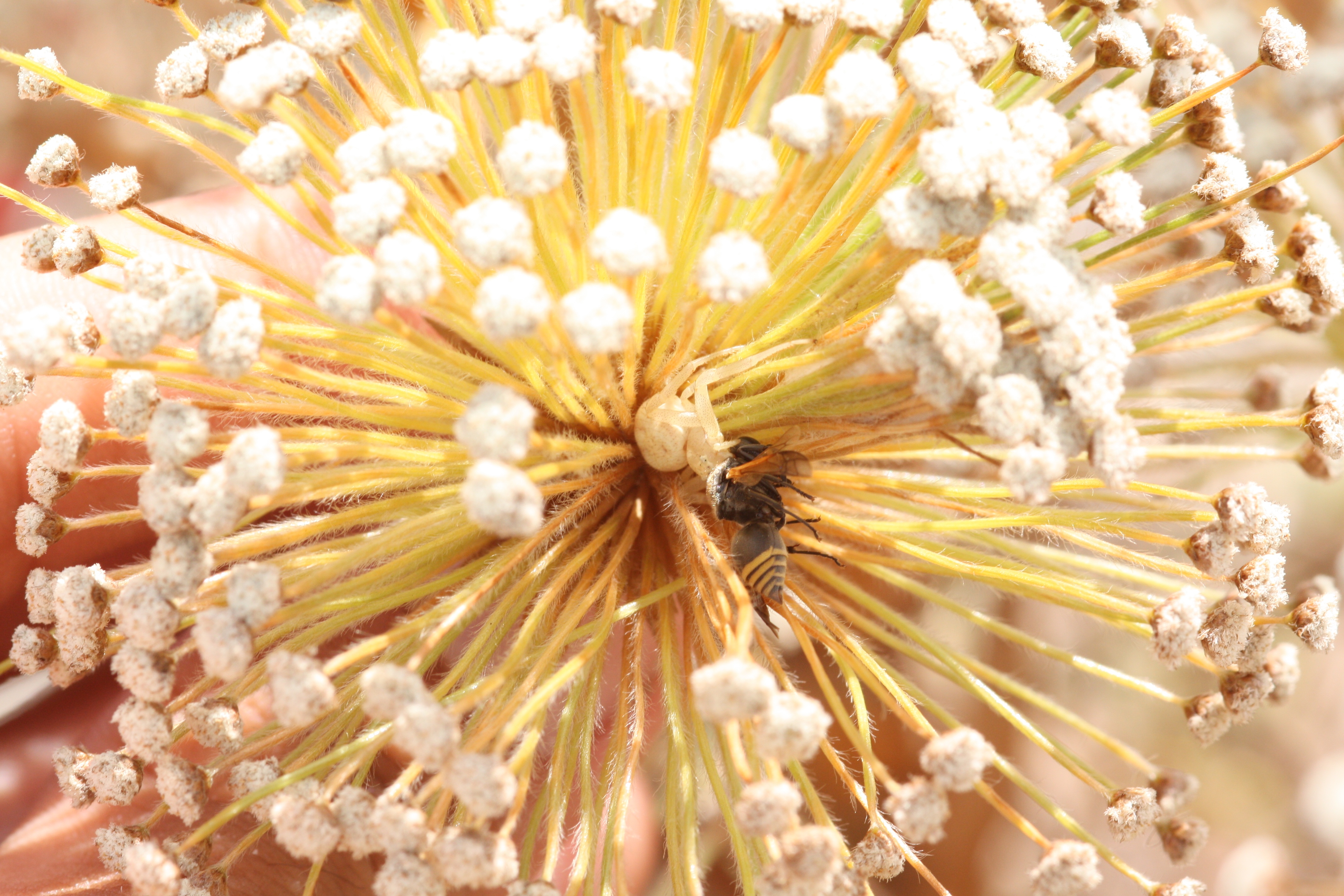
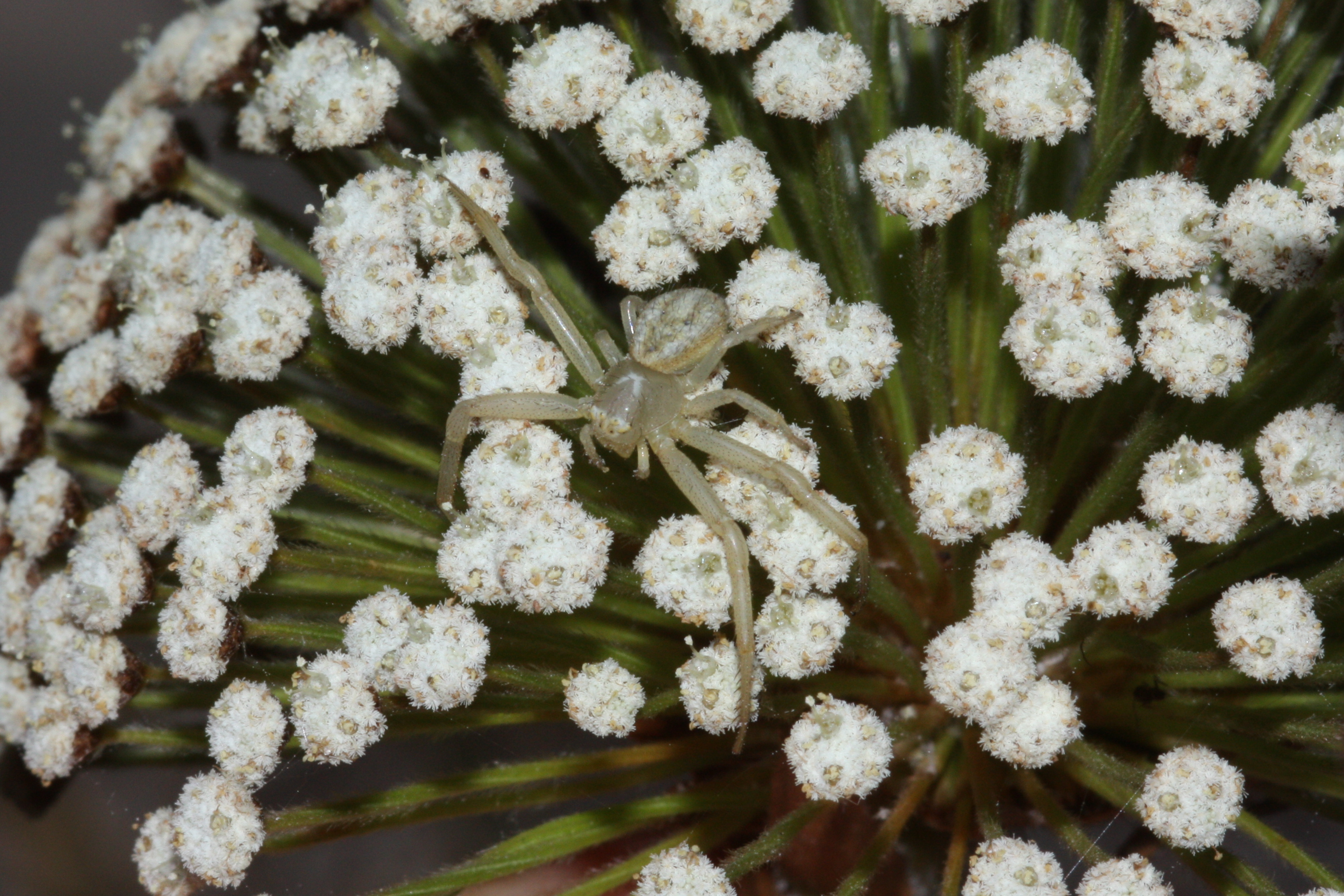
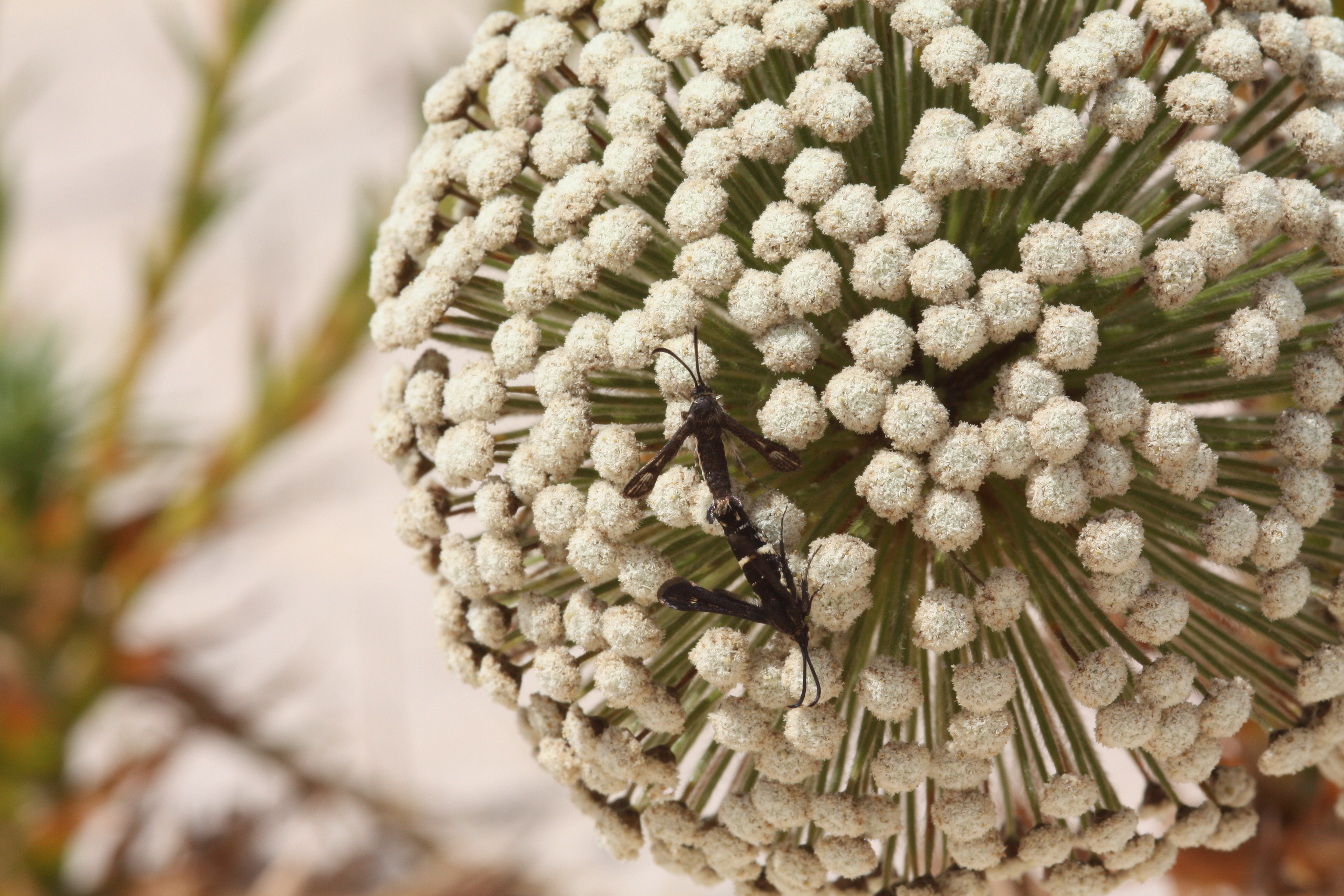
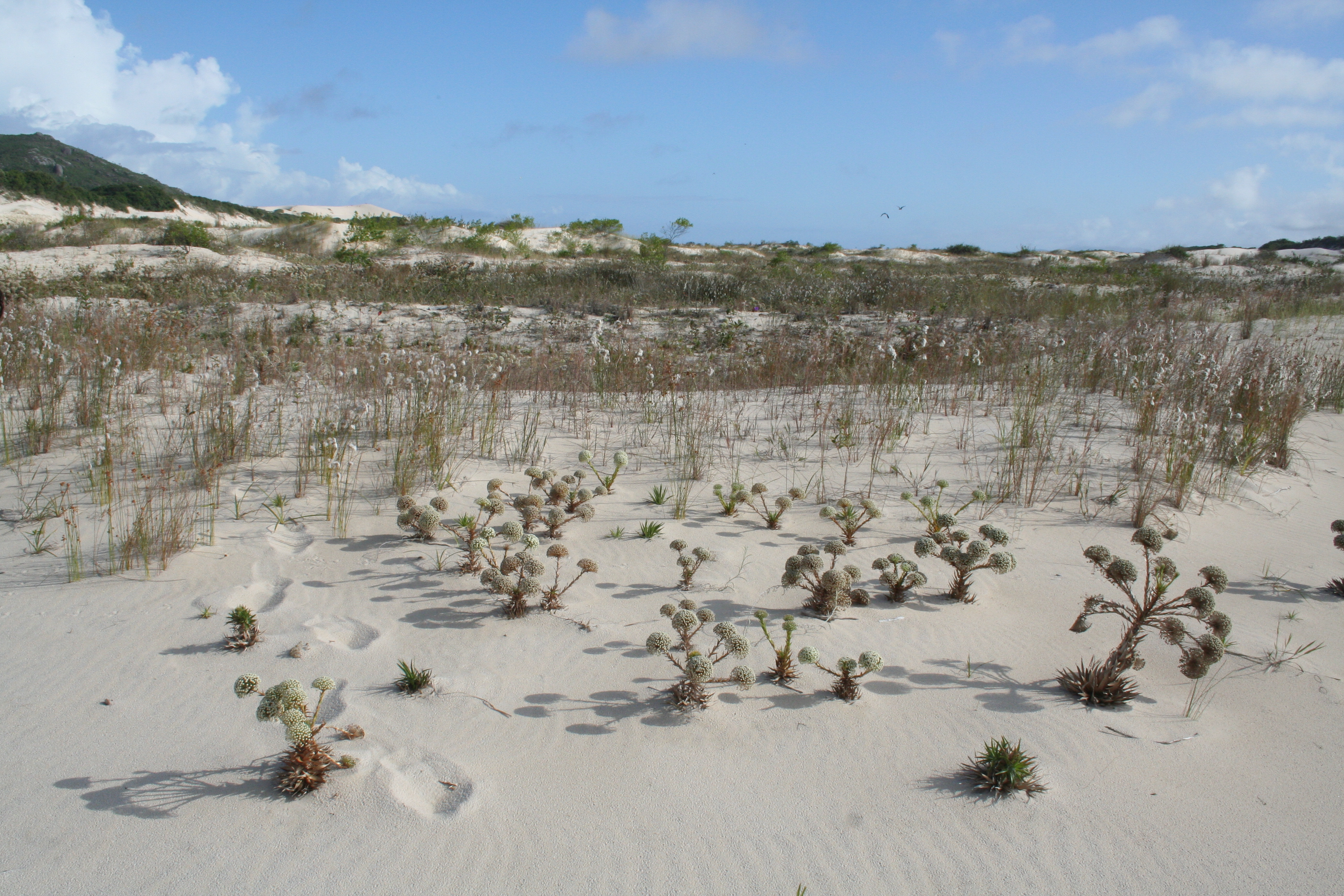
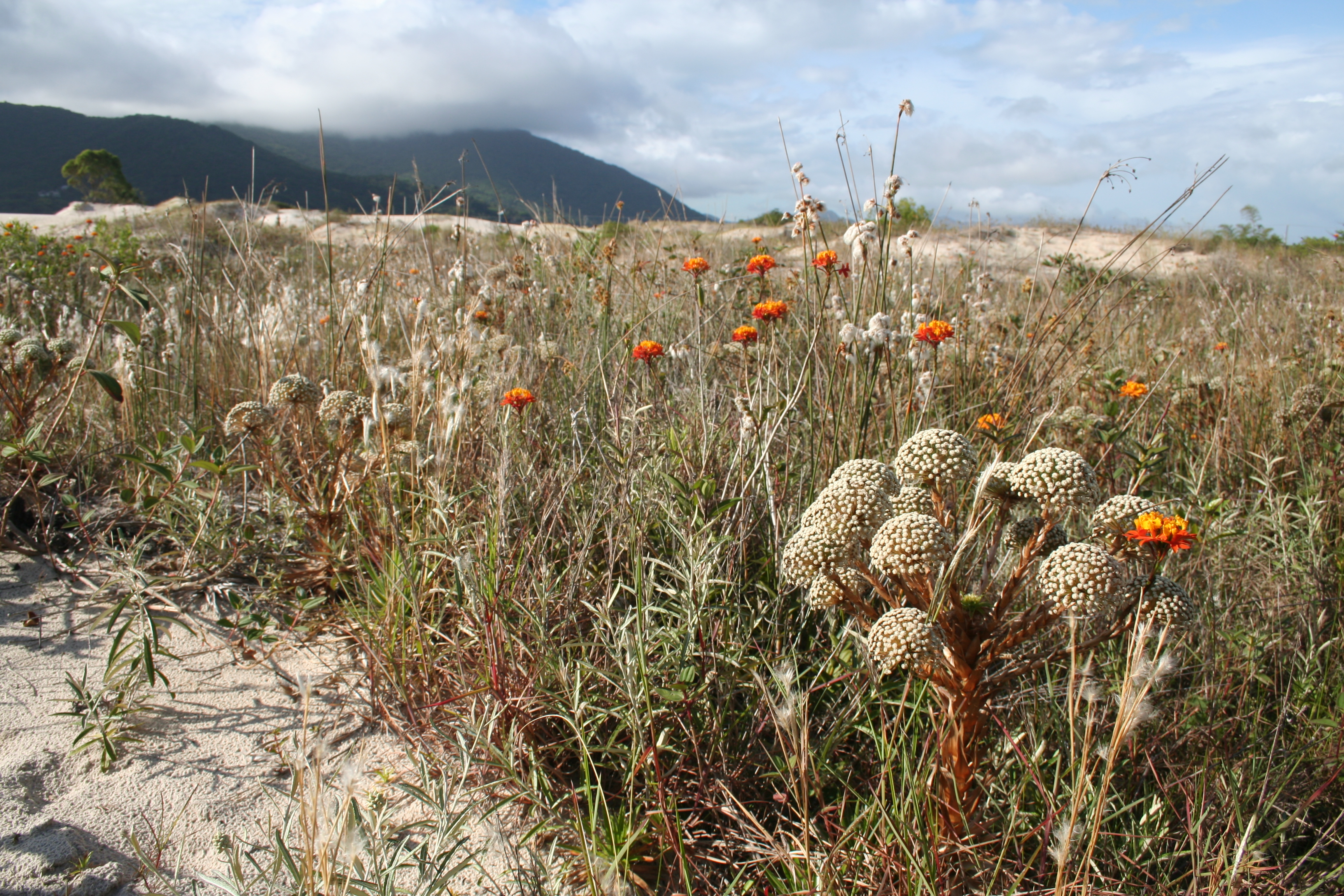
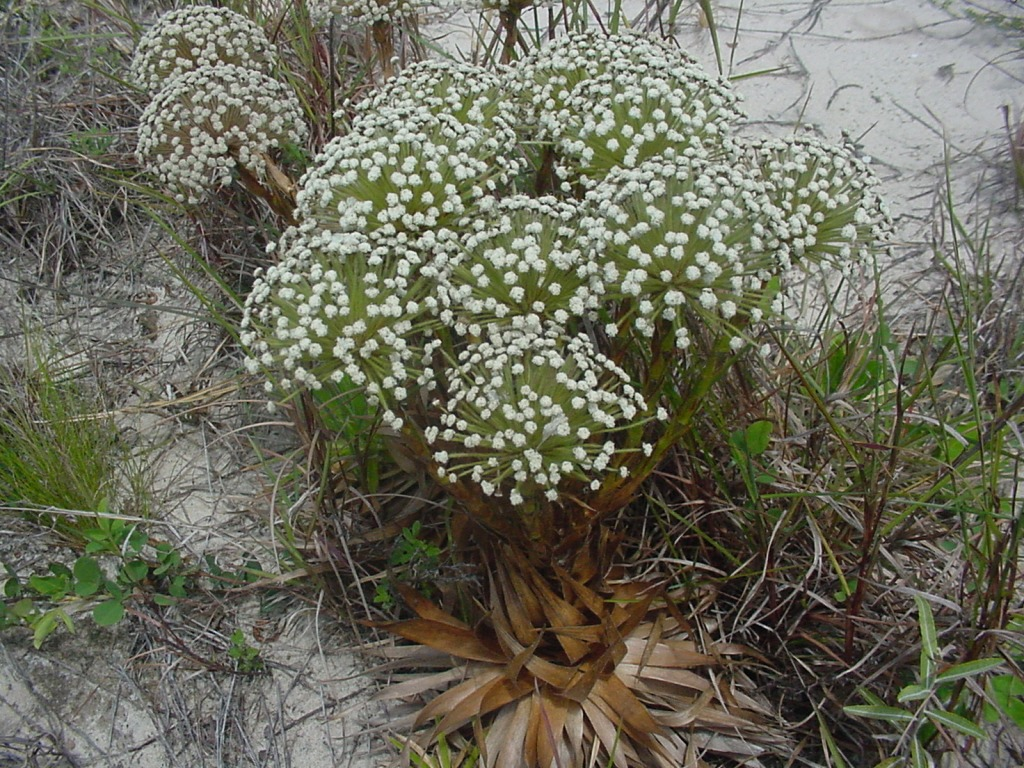
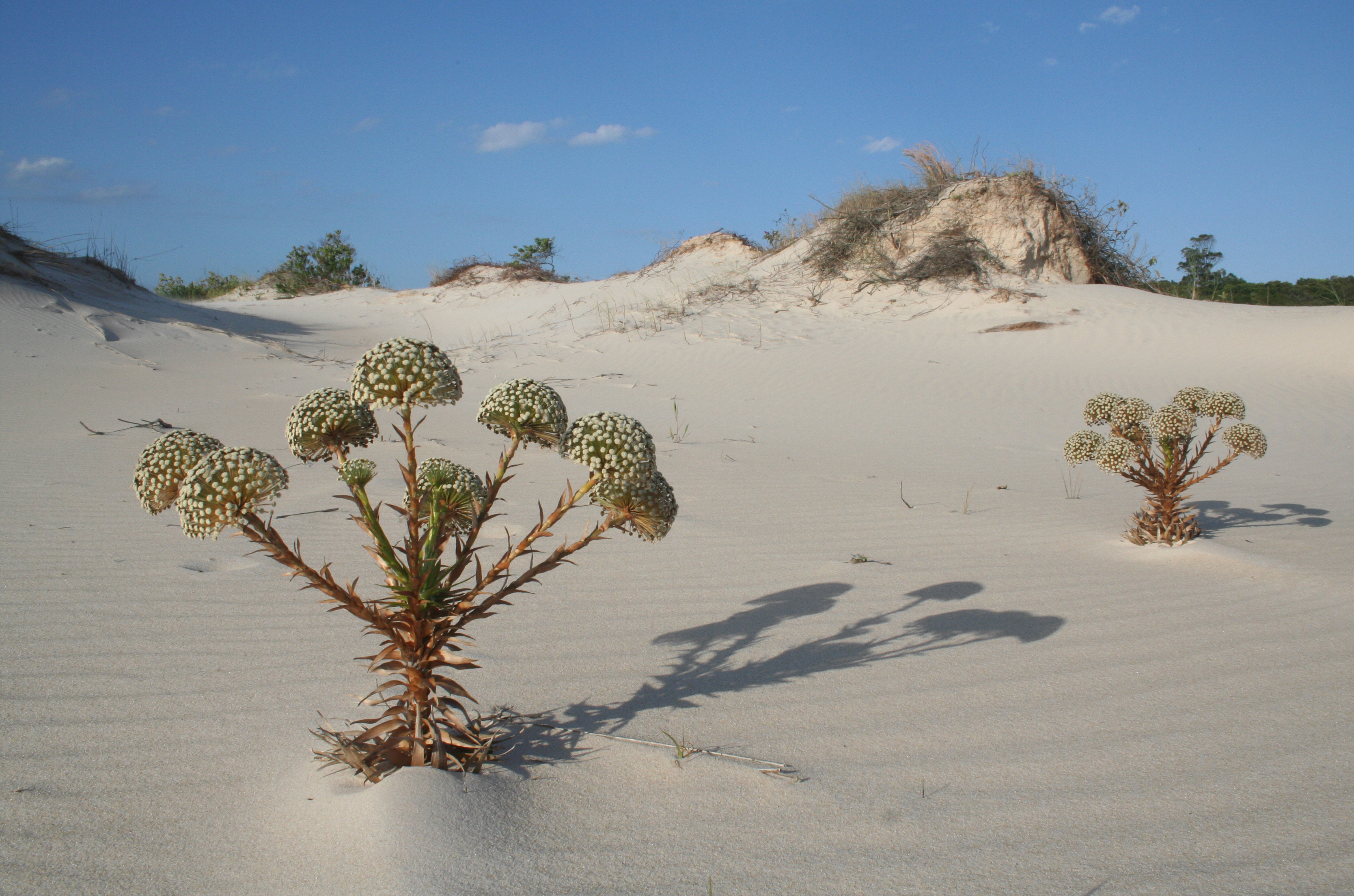